# 103 до н. е.

## Події
- Народним трибуном у Стародавньому Римі Луція Аппулія Сатурніна.
- Китайські війська взяли під контроль південну частину Великого шовкового шляху.
- Китайська армія, послана на допомогу великому дуюю, здалася хунським військам. Хунну здійснюють набіг на Китай.
- Похід Птолемея IX до Палестини.
- Битва при Асофоні.

## Народились
- Тірон Марк Туллій — давньоримський засновник писемної системи.
- Марк Фу́рій Бібаку́л — давньоримський поет, який входив до літературного гуртка неотериків.

## Померли
- Луцій Цецілій Метелл Далматік — політичний діяч Римської республіки, великий понтифік з 114 до 103 року до н. е.